# Ethan Tufts
Ethan Tufts (Northampton, 9 juni 1976) is een Amerikaans songwriter, componist, multi-instrumentalist en vlogger. Zijn muziek maakt hij onder het pseudoniem State Shirt. Tufts vlogt over auto's op zijn YouTube-kanaal Hello Road.

## State Shirt
Tufts' muziek is een combinatie van rock en elektronische muziek. In een interview met Jemsite zei Tufts dat hij zijn muziek opneemt in een kleine thuisstudio. Hij brengt zijn muziek uit onder een Creative Commons-licentie. Tufts' debuutalbum Don't die (2004) bevat liederen die oorspronkelijk geschreven waren voor Song Fight!, een online competitie waar amateurartiesten liederen schrijven met dezelfde titel en luisteraars het beste lied kiezen.
In 2012 maakte Tufts een lied op een Apple IIc. In de beschrijving van de video die hij publiceerde op YouTube, waarin het opnameproces getoond wordt, schreef Tufts dat hij gebruikmaakte van een digital music synthesizer die ontwikkeld was door de leden van de chiptuneband 8 Bit Weapon voor de Apple II.

## Discografie

### Albums
- Don't die, 2004
- This is old, 2008
- Let's get bloody, 2011
- Life is easy, 2015
- Lost hills, 2015

### Ep
- New planet, 2002